# The Good Life (песня Weezer)
«The Good Life» — песня американской рок-группы Weezer, выпущенная в 29 октября 1996 году как второй сингл со второго студийного альбома коллектива Pinkerton, а также как мини-альбом в Австралии.
Сингл и мини-альбом «The Good Life» были выпущены весной 1997 года по заказу лейбла DGC. Альбом Pinkerton не получил такого же отклика, как дебютный альбом группы. За счёт этого синглы, выпущенные с него, не снискали коммерческого успеха.

## Содержание
В 1995 году фронтмен Weezer Риверс Куомо перенес обширную операцию по удлинению правой ноги, так как с рождения его левая нога была длиннее правой. Операция шла изнурительно болезненно; боль, которую испытывал Куомо, вдохновила на написание песни. Внутреннее изображение в буклете сингла представляет собой рентгеновский снимок бандажа ноги Риверса.
Одна из песен, которая была на стороне «Б», была песня «I Just Threw Out the Love of My Dreams» (с участием Рейчел Хейден из группы That Dog на вокале) из незавершенного концептуального альбома Weezer Songs from the Black Hole. Концертные версии других песен были взяты из тура, сыгранного группой в средней школе «Shorecrest» недалеко от города Сиэтла. В 1997 году школа выиграла конкурс и пригласила коллектив сыграть во время школьной перемены. Юный Дэниел Браммел из группы Ozma появляется в правом верхнем углу обложки сингла и мини-альбома.

## Видеоклип
В видеоклипе на песню, снятый Джонатаном Дейтоном и Валери Фэрис, главной героиней является доставщица пиццы (Мэри Линн Райскаб). Видеоклип стал известен использованием разных ракурсов камер, которые одновременно появляются на экране в виде разбитого изображения. Будущий басист Weezer Скотт Шрайнер в 2004 году в шутку описал приём как «настолько новаторский, что я с тех пор его никогда не видел». В клипе Blink-182 на их сингл «Always» в ноябре 2004 года используется аналогичная съёмка. После выхода видеоклипа Мэри Линн Райскаб снялась в роли помощницы Пэм в полнометражном фильме тех же режиссёров «Маленькая мисс Счастье».

## Список композиций
Европейский и японский CD-сингл
1. «The Good Life» — 4:19
2. «Waiting on You» — 4:13
3. «I Just Threw Out the Love of My Dreams» — 2:39

Австралийский мини-альбом
1. «The Good Life» — 4:19
2. «Waiting on You» — 4:13
3. «I Just Threw Out the Love of My Dreams» — 2:39
4. «The Good Life» (Live-версия) — 4:40
5. «Pink Triangle» (Live-версия) — 4:26

## Участники записи
- Риверс Куомо — вокал, гитара, клавишные
- Брайан Белл — бэк-вокал, гитара
- Мэтт Шарп — бэк-вокал, бас-гитара
- Патрик Уилсон — барабаны, перкуссия

## Чарты
| Чарт (1997)                         | Высшая позиция |
| ----------------------------------- | -------------- |
| Австралия (ARIA)                    | 88             |
| США (Billboard Alternative Airplay) | 32             |